# 17231 Rohanwagh
17231 Rohanwagh este o planetă minoră (asteroid), cu un diametru de 9,808 km, din centura de asteroizi. A fost descoperită pe 3 februarie 2000 la Magdalena Ridge Observatory⁠(d) de Lincoln Near-Earth Asteroid Research. 
Obiectul prezintă o orbită caracterizată de o semiaxă mare de 3,1316159 UAi, o excentricitate de 0,16, o înclinație de 1,80142 ° în raport cu ecliptica.